# ジミー・マクニコル
ジミー・マクニコル（Jimmy McNichol、1961年7月2日 - ）は、アメリカ合衆国の俳優。

## 出演作品
- クレイジーポリス大追跡